# Тілопо гендерсонський
Тілопо гендерсонський (Ptilinopus insularis) — вид голубоподібних птахів родини голубових (Columbidae). Ендемік острова Гендерсон в групі островів Піткерн.

## Опис
Довжина птаха становить 22 см. Голова, шия, груди і верхня частина спини сизувато-сірі, на лобі темно-рожева пляма, окаймлена жовтою смугою. Решта тіла має оливково-зелене забарвлення, нижня частина тіла дещо світліша, гузка жовтувата. Хвіст має бронзовий відблиск, його кінчик білий. Крила мають жовтуватий відтінок, їхні кінчики білуваті. Дзьоб жовтувато-зелений, очі і лапи оранжево-червоні.

## Поширення і екологія
Гендерсонські тілопо є ендеміками невеликого, безлюдного острова Гендерсон в групі островів Піткерн. Вони живуть у вологих тропічних лісах з густим підліском. Живляться плодами 19 різних видів рослин, віддають перевагу плодам Procris pedunculata. В кладці одне яйце.

## Збереження
МСОП класифікує цей вид як вразливий. За оцінками дослідників, популяція гендерсонських тілопо становить близько 3000 птахів. 